# Natuursmurf
Natuursmurf is een Smurfenkleuter die veel van de natuur houdt.
Hij is herkenbaar aan zijn muts van stro en zijn bruine tuinbroek. Hij is vaak te zien met de andere Smurfjes Driftige Smurf, Sassette en Rustige Smurf. Hij komt zowel in de tekenfilmserie als de stripserie voor. In de stripserie maakte hij zijn debuut in De Smurfjes. Hij wordt er meestal vergezeld door een rups.
Natuursmurf komt in de televisieserie voor in seizoen 3 en 4 als een volwassen Smurf. In het verhaal "De kleutersmurfen" uit seizoen 5 verandert hij samen met Driftige Smurf en Rustige Smurf door een klok van Vader Tijd in een kleutersmurf.
De Nederlandse Natuursmurf wordt ingesproken door Fred Meijer.